# Ceulanamaesmawr
Ceulanamaesmawr är en community i Storbritannien.   Den ligger i kommunen Ceredigion och riksdelen Wales, i den södra delen av landet, 280 km väster om huvudstaden London.
Den består av orten Tal-y-Bont och omgivande landsbygd.